# 눈물이 없는 세계
〈눈물이 없는 세계〉(涙のない世界 나미다노세카이[*])는 AAA의 쉰두 번째 싱글이다. 2016년 10월 5일에 에이벡스 트랙스에서 발매됐다..

## 개요
- 커플링 곡이 2곡 이상 수록되는 것은 스물세 번째 싱글 〈Heart and Soul〉 이래로 약 6년만이다.
- 자켓 A, B, mu-mo 샵 한정판 7종류의 9형태로 발매. 모든 형태에 스마프라가 들어있다[1].
- 초도 한정 봉입 특전(9형태 공통)에는 8종 중 1종의 트레이딩 카드가 봉입된다[1].
- 2016년 10월 17일자 오리콘 주간 싱글 차트에서 첫 등장 5위를 획득했다. 오리콘 싱글 주간 차트에서 〈Love Is In The Air〉로부터 15작품 연속 5위권을 기록, 초동 매상은 싱글에서는 4.7만 장을 기록했으며, AAA의 싱글로는 다섯 번째가 되는 높은 세일즈를 기록했다.

## 미디어에서의 사용
눈물이 없는 세계
- 일본 NTV 계열 《슷키리!!》 10월 테마 송
- 하우스텐보스 빛의 왕국 타이업 송[2]

Yell
- 일본 가라테 연맹 응원가
- 신켄제미 플러스 광고 음악

Jewel
- Geo World VIP 광고 음악
- 닌텐도 3DS 게임 《뿌요뿌요 크로니클》 광고 음악[3]
- 라구나텐보스 ‘사상 최광의 겨울 라구나’ 광고 음악[4]

## 수록 내용

### 자켓A
| #  | 제목                                | 작사                                      | 작곡            | 편곡 | 재생 시간 |
| -- | ----------------------------------- | ----------------------------------------- | --------------- | ---- | --------- |
| 1. | 〈눈물이 없는 세계〉 (涙のない世界) | 모리즈키 캬스, 히다카 마츠히로(랩 작사)   | 히비노 히로후미 | 5:12 |           |
| 2. | 〈Yell〉                            | 토리우미 유스케, 히다카 미츠히로(랩 작사) | 와타나베 토루   | 4:49 |           |
| 3. | 〈Jewel〉                           | 미조구치 타카키                           | 쿠즈야 요코     | 4:47 |           |
| 4. | 〈눈물이 없는 세계〉 (Instrumental) |                                           | 히비노 히로후미 |      |           |
| 5. | 〈Yell〉 (Instrumental)             |                                           | 와타나베 토루   |      |           |
| 6. | 〈Jewel〉 (Instrumental)            |                                           | 쿠즈야 요코     |      |           |

| #  | 제목                                                                 | 재생 시간 |
| -- | -------------------------------------------------------------------- | --------- |
| 1. | 〈눈물이 없는 세계 (뮤직 비디오)〉 (涙のない世界(Music Clip))        |           |
| 2. | 〈눈물이 없는 세계 (메이킹 필름)〉 (涙のない世界(Music Clip Making)) |           |
| 3. | 〈Jewel (뮤직 비디오)〉                                              |           |

### 자켓 B
| #  | 제목                                | 재생 시간 |
| -- | ----------------------------------- | --------- |
| 1. | 〈눈물이 없는 세계〉 (涙のない世界) |           |
| 2. | 〈Yell〉                            |           |
| 3. | 〈Jewel〉                           |           |
| 4. | 〈눈물이 없는 세계〉 (Instrumental) |           |
| 5. | 〈Yell〉 (Instrumental)             |           |
| 6. | 〈Jewel〉 (Instrumental)            |           |

### mu-mo 샵 한정판
- 멤버 7명 각각의 버전으로 발매[1].

| #  | 제목                                                                      | 재생 시간 |
| -- | ------------------------------------------------------------------------- | --------- |
| 1. | 〈눈물이 없는 세계〉 (涙のない世界)                                       |           |
| 2. | 〈Yell〉                                                                  |           |
| 3. | 〈Jewel〉                                                                 |           |
| 4. | 〈눈물이 없는 세계 (Acoustic Version)〉 (涙のない世界 (Acoustic Version)) |           |
| 5. | 〈눈물이 없는 세계〉 (Instrumental)                                       |           |
| 6. | 〈Yell〉 (Instrumental)                                                   |           |
| 7. | 〈Jewel〉 (Instrumental)                                                  |           |

## 차트
| 국가 | 차트               | 최고 순위 |
| ---- | ------------------ | --------- |
| 일본 | 오리콘 차트 (주간) | 5         |

### 내용주
1. ↑  CD 발매에 선행해서 2016년 8월 27일에 J-WAVE 《J-POP SATURDAY》의 방송 내에서 음원이 해금됐다[5]. 또, 2016년 9월 14일부터 음원 사이트 AWA에서 공개를 시작했다[6]. 2016년 10월 28일에는 TV 아사히 계열 방송 프로그램 《뮤직스테이션》에 6년 만에 출연했으며, 동명의 노래를 선보였다[7].

### 참조주
1. 1 2 3 4  “10/5に発売となるAAA・52ndSGのリード曲が「涙のない世界」に決定致しました！ さらにカップリング曲も決定！” [10월 5일에 발매되는 AAA의 쉰두 번째 싱글의 리드 곡이 ‘눈물이 없는 세계’로 결정됐습니다! 거기에 커플링 곡도 결정!]. 《AAA 공식 사이트》. avex music creative Inc. 2016년 8월 16일.
2. ↑  “「涙のない世界」が長崎・ハウステンボス「光の王国」タイアップソングに決定！” [‘눈물이 없는 세계’가 나가사키 하우스텐보스 빛의 왕국 타이업 송으로 결정!]. 《AAA 공식 사이트》 (일본어). avex music creative Inc. 2016년 9월 29일.
3. ↑  ““MisaChia”宇野&伊藤、ぷよぷよ風キャラクター化に喜び「かわいい」” [“MisaChia” 우노&이토, 뿌요뿌요 풍 캐릭터화에 기쁨 ‘귀여워’]. 《ORICON STYLE》 (일본어). 2016년 9월 15일. 2016년 9월 15일에 확인함.
4. ↑  “宇野実彩子出演、冬ラグーナTVCM解禁！CMソングは「Jewel」！！” [우노 미사코 출연, 겨울 라구나 TV 광고 해금! 광고 음악은 ‘Jewel’!!]. 《AAA 공식 사이트》 (일본어) (avex music creative Inc.). 2016년 10월 15일. 2016년 10월 15일에 확인함.
5. ↑  “AAA・52ndシングル「涙のない世界」の音源がJ-WAVEにて解禁決定！” [AAA의 쉰두 번째 싱글 ‘눈물이 없는 세계’의 음원이 J-WAVE에서 해금 결정!]. 《AAA 공식 사이트》 (일본어). avex music creative Inc. 2016년 8월 25일.
6. 1 2  “「Jewel」「涙のない世界」がAWAで独占先行配信決定！” [‘Jewel’ ‘눈물이 없는 세계’가 AWA에서 독점 선행 공개 결정!]. 《AAA 공식 사이트》 (일본어). avex music creative Inc. 2016년 8월 17일.
7. ↑  “AAAが6年ぶりの『Mステ』出演　彼らが第一線で活躍し続ける秘訣は？” [AAA가 6년 만의 “M 스테” 출연, 그들이 제1선으로 계속 활약할 수 있는 비결은?] (일본어). Real Sound. 2016년 10월 28일.
8. ↑  “全日本空手道連盟公式応援ソング・進研ゼミプラス CMソングとなっているAAAの新曲「Yell」が本日から配信スタート！！” [일본 가라테 연맹 공식 응원가, 신켄제미 플러스 광고 음악이 되는 AAA의 신곡 ‘Yell’이 오늘부터 공개 시작!!]. 《AAA 공식 사이트》 (일본어). avex music creative Inc. 2016년 7월 6일.
9. ↑  CD 수록에 선행해서, 2016년 7월 6일부터 공개를 시작했다[8].
10. ↑  “AAA宇野実彩子＆伊藤千晃が原宿・竹下通りのスピーカーをジャック” [AAA 우노 미사코&이토 치아키가 하라주쿠 다케시타 거리의 스피커를 잭]. 《AAA 공식 사이트》 (일본어). avex music creative Inc. 2016년 8월 26일.
11. ↑  우노 미사코와 이토 치아키가 보컬을 담당하고 있다. CD 발매에 선행해서, 2016년 8월 17일부터 음원 사이트 AWA에서 공개를 시작했다[6]. 또, 2016년 8월 26일부터 9월 4일까지의 기간, 도쿄 하라주쿠의 다케시타 거리에 설치된 스피커에서 우노, 이토의 코멘트와 함께 음원이 방송됐다[10].